# Ribas del Sil
Ribas del Sil (en gallego y oficialmente, Ribas de Sil) es un municipio español de la provincia de Lugo en Galicia. Pertenece a la comarca de Quiroga y forma parte de la Ribeira Sacra.
La capital del municipio es San Clodio, aunque anteriormente la capital era Torbeo. San Clodio se encuentra junto al río Sil y está unido por varios puentes a Quiroga, entre ellos el Puente de Hierro, diseñado por el ingeniero de caminos Pelayo Mancebo de Agreda.
Las principales actividades económicas son la agricultura (sobre todo la vid), la ganadería, y la minería (existe una cantera en las proximidades de Rairos), aunque también merece ser destacado el turismo por encontrarse en la Ribeira Sacra, destacando el meandro de A Cubela, en el Cañón del Sil.

## Geografía
Ribas de Sil se encuentra al sur de la provincia de Lugo y es el único municipio de dicha provincia que se encuentra íntegramente en la margen izquierdo del río Sil, junto con el extremo sur del municipio de Quiroga. Integrado en la comarca de Quiroga, la capital, San Clodio, se sitúa a 85 kilómetros de Lugo. El término municipal está atravesado por la carretera N-120 entre los pK 478-479 y 496-498. 
El relieve del territorio es accidentado, ascendiendo de forma brusca hacia el sur desde el río Sil, que hace de límite con Quiroga, Puebla del Brollón y Monforte de Lemos. Por el sur, la Serra das Cabanas y los picos A Mallada (1018 m), A Moá (1123 m) y Cerengo (1234 m) hacen de límite con la provincia de Orense. El Sil es embalsado poco antes de pasar por San Clodio en el embalse de Sequeiros. La altitud oscila entre los 1234 metros (pico Cerengo) y los 230 metros a orillas del río Sil. La capital, San Clodio, se alza a 240 metros sobre el nivel del mar. 
Limita con los municipios lucenses de Monforte de Lemos al oeste, Puebla del Brollón al noroeste, y Quiroga al norte y este, y con los municipios orensanos de Castro Caldelas, Río y Puebla de Trives al sur.
| Noroeste: Puebla del Brollón       | Norte: Quiroga                                             | Noreste: Quiroga |
| Oeste: Monforte de Lemos           |                                                            | Este: Quiroga    |
| Suroeste: Castro Caldelas (Orense) | Sur: Puebla de Trives (Orense) y San Juan del Río (Orense) | Sureste: Quiroga |

## Geografía humana

### Organización territorial
El municipio está formado por cincuenta y nueve entidades de población distribuidas en siete parroquias:
- Nogueira (Nosa Señora das Neves)
- Peites (San Martiño)
- Piñeira (San Cristobo)[6][9]
- Rairos (Santa Lucía)
- Ribas del Sil[7] (San Clodio)[6][10]
- Sotordey[7]
- Torbeo (Santa María)

### Demografía
Cuenta con una población de 904 habitantes (INE 2024).
| Gráfica de evolución demográfica de Ribas de Sil entre 1842 y 2021 |
| |
| Población de derecho según los censos de población del INE Población de hecho según los censos de población del INEEn estos censos se denominaba Rivas del Sil: 1842 y 1877 En estos censos se denominaba Ribas del Sil: 1857, 1860, 1887, 1897, 1900, 1910, 1920, 1930, 1940, 1950, 1960, 1970 y 1981 |

Tenía en 2020 una población de 931 habitantes según el INE, siendo uno de los municipios menos poblados de la provincia de Lugo. De ellos, 614 habitantes se concentran en la capital, San Clodio, único núcleo que supera los 100 habitantes.

### Comunicaciones

#### Ferrocarril
El municipio se encuentra atravesado por la línea de ferrocarril de Adif que une La Coruña y León, con una estación en el centro de San Clodio, la estación de San Clodio-Quiroga, que da servicio a los dos municipios con destinos a Barcelona, Bilbao, León, Madrid, Ponferrada, Monforte de Lemos, Orense y Vigo, mediante trenes de Largo recorrido y Media distancia.

#### Autobús
Hay una estación de autobuses en la vecina localidad de Quiroga.

#### Carreteras
La N-120 atraviesa el municipio a su paso por Rairos y Nogueira y lo une con Orense, Monforte de Lemos y Ponferrada.
La LU‑P‑5303 atraviesa el municipio a su paso por Rairos y lo une con Torbeo, segundo núcleo de población del municipio, y con el municipio orensano de Castro Caldelas, desde donde enlaza con la carretera provincial ourensana OU‑536.

## Lugares de interés
- Abadía de San Clodio, fundada en el siglo X.
- Iglesia de Torbeo, de finales del siglo XII.
- Pazo do Batanero o Castelo da Costa, de 1889.[13]
- Playa fluvial de San Clodio, junto al río Sil.